# Cladocarpus distomus
Cladocarpus distomus is een hydroïdpoliep uit de familie Aglaopheniidae. De poliep komt uit het geslacht Cladocarpus. Cladocarpus distomus werd in 1907 voor het eerst wetenschappelijk beschreven door Clarke. 